# (6749) Ireentje
(6749) Ireentje (7068 P-L) – planetoida z pasa głównego asteroid okrążająca Słońce w ciągu 4,39 lat w średniej odległości 2,68 j.a. Odkryta 17 października 1960 roku.